# ボーネラマ
ボーネラマ (Bonerama) は、 米国ルイジアナ州ニューオーリンズのブラス・バンド。 通常、目立つ機会が比較的少ないトロンボーンをあえて4本揃えて前面に押し出した、異色のスタイルを取る。展開するサウンドも、オールマン・ブラザーズの"Whippin' Post"、レッド・ツェッペリンの"The Ocean"などのカバーで顕著なように、伝統的なブラスバンドのスタイルの常識を覆すものであり、彼らは自らの音楽を「ニューオーリンズ・ブラス・ファンク・ロック」と呼んでいる。
ボーネラマは、ハリー・コニック・Jrのビッグバンドのメンバーであった、2人のトロンボーン奏者、マーク・マリンズとクレイグ・クラインを中心として、1998年に結成された。当初のメンバーは彼らに加え、もう2人のトロンボーン奏者、スティーヴ・サター、ブライアン・オニール、ニューオーリンズ・ナイトクローラーズ・ブラス・バンドでも活躍するスーザフォンのマット・ペローン、ギタリストのバート・コットン、ドラマーのチャド・ギルモアといった面々であった。
2001年にデビュー作 Live at the Old Point をリリース。これまでリリースした3枚のアルバムはいずれもライヴ・アルバムである。2005年12月、ブライアン・オニールがニューオーリンズのソロ・ギグ中に心臓発作により死去したものの、その後も活動は続けている。

## ディスコグラフィー
- 2001年 Live at the Old Point
- 2004年 Live from New York
- 2007年 Bringing It Home